# كانتون غلاروس
كانتون غلاروس هو أحد كانتونات سويسرا وعاصمته مدينة غلاروس. بلغ عدد سكانه 40,851 نسمة في 31 ديسمبر 2020. يتحدث أغلبية السكان اللهجة الأليمانية.